# Škofi
Škofi so zaselek v Občini Komen.